# Formuła 2 – Monaco 2018
Runda Formuły 2 na torze Circuit de Monaco – runda czwarta mistrzostw Formuły 2 w sezonie 2018.

## Wyniki

### Sesja treningowa
| Nr | Kierowca      | Konstruktor                     | Czas     | Okr. |
| -- | ------------- | ------------------------------- | -------- | ---- |
| 4  | Nyck de Vries | Petramina Prema Theodore Racing | 1:21,670 | 23   |

### Kwalifikacje
Źródło: motorsport.com

#### Grupa A
| Poz. | Nr | Kierowca           | Konstruktor                     | Czas     | Poz. s. |
| ---- | -- | ------------------ | ------------------------------- | -------- | ------- |
| 1    | 5  | Alexander Albon    | DAMS                            | 1:21,727 | 1       |
| 2    | 1  | Artiom Markiełow   | Russian Time                    | 1:21,834 | 3       |
| 3    | 21 | Antonio Fuoco      | Charouz Racing System           | 1:21,948 | 4       |
| 4    | 11 | Maximilian Günther | BWT Arden                       | 1:22,194 | PIT     |
| 5    | 17 | Santino Ferrucci   | Trident                         | 1:22,408 | 6       |
| 6    | 9  | Roberto Merhi      | MP Motorsport                   | 1:22,569 | 8       |
| 7    | 7  | Jack Aitken        | ART Grand Prix                  | 1:22,597 | 10      |
| 8    | 3  | Sean Gelael        | Petramina Prema Theodore Racing | 1:22,654 | 12      |
| 9    | 19 | Lando Norris       | Carlin                          | 1:22,663 | 17      |
| 10   | 15 | Roy Nissany        | Campos Vexatec Racing           | 1:23,796 | 15      |
| Poz. | Nr | Kierowca           | Konstruktor                     | Czas     | Poz. s. |

#### Grupa B
| Poz. | Nr | Kierowca            | Konstruktor                     | Czas     | Poz. s. |
| ---- | -- | ------------------- | ------------------------------- | -------- | ------- |
| 1    | 4  | Nyck de Vries       | Petramina Prema Theodore Racing | 1:21,737 | 2       |
| 2    | 18 | Sérgio Sette Câmara | Carlin                          | 1:21,901 | –       |
| 3    | 14 | Luca Ghiotto        | Campos Vexatec Racing           | 1:22,241 | 5       |
| 4    | 16 | Arjun Maini         | Trident                         | 1:22,263 | 7       |
| 5    | 10 | Ralph Boschung      | MP Motorsport                   | 1:22,307 | 9       |
| 6    | 2  | Tadasuke Makino     | Russian Time                    | 1:22,420 | 11      |
| 7    | 12 | Nirei Fukuzumi      | BWT Arden                       | 1:22,707 | 13      |
| 8    | 20 | Louis Delétraz      | Charouz Racing System           | 1:22,717 | 14      |
| 9    | 8  | George Russell      | ART Grand Prix                  | 1:22,977 | 16      |
| 10   | 6  | Nicholas Latifi     | DAMS                            | 1:23,157 | 18      |
| Poz. | Nr | Kierowca            | Konstruktor                     | Czas     | Poz. s. |

Uwagi
1. ↑  Maximilian Günther został zdyskwalifikowany za nie stawienie się samochodu na ważenie, lecz został dopuszczony do wyścigu.
2. ↑  Lando Norris został ukarany cofnięciem o trzy pozycje na starcie za przeszkadznie Alexandrowi Albonowi.
3. ↑  Sérgio Sette Câmara nie dostał pozwolenia na start w wyścigu po kontuzji ręki w kwalifikacjach.

### Główny wyścig

#### Wyścig
Źródło: motorsport.com
| P                                                     | + / – | Nr | Kierowca            | Konstruktor                     | Okr. | Czas / Strata | Komentarz    |
| ----------------------------------------------------- | ----- | -- | ------------------- | ------------------------------- | ---- | ------------- | ------------ |
| 1                                                     | 2     | 1  | Artiom Markiełow    | Russian Time                    | 42   | 1:02:03,286   |              |
| 2                                                     | 10    | 3  | Sean Gelael         | Petramina Prema Theodore Racing | 42   | +0:10,713     |              |
| 3                                                     | 5     | 9  | Roberto Merhi       | MP Motorsport                   | 42   | +0:15,489     |              |
| 4                                                     | 10    | 20 | Louis Delétraz      | Charouz Racing System           | 42   | +0:19,236     |              |
| 5                                                     | 2     | 16 | Arjun Maini         | Trident                         | 42   | +0:20,135     |              |
| 6                                                     | 11    | 19 | Lando Norris        | Carlin                          | 42   | +0:20,637     |              |
| 7                                                     | 3     | 7  | Jack Aitken         | ART Grand Prix                  | 42   | +0:21,986     |              |
| 8                                                     | 4     | 21 | Antonio Fuoco       | Charouz Racing System           | 42   | +0:23,855     |              |
| 9                                                     | 9     | 6  | Nicholas Latifi     | DAMS                            | 42   | +0:24,861     |              |
| 10                                                    | 3     | 12 | Nirei Fukuzumi      | BWT Arden                       | 42   | +0:30,944     |              |
| 11                                                    | 8     | 11 | Maximilian Günther  | BWT Arden                       | 42   | +0:31,532     |              |
| 12                                                    | 3     | 15 | Roy Nissany         | Campos Vexatec Racing           | 42   | +0:49,749     |              |
| 13                                                    | 7     | 17 | Santino Ferrucci    | Trident                         | 42   | +1:27,441     |              |
| 14                                                    | 3     | 2  | Tadasuke Makino     | Russian Time                    | 39   | +3 okr.       | nie ukończył |
| Niesklasyfikowani                                     |       |    |                     |                                 |      |               |              |
|                                                       |       | 5  | Alexander Albon     | DAMS                            | 22   | +20 okr.      | kolizja      |
|                                                       |       | 4  | Nyck de Vries       | Petramina Prema Theodore Racing | 19   | +23 okr.      | kolizja      |
|                                                       |       | 10 | Ralph Boschung      | MP Motorsport                   | 11   | +31 okr.      | kolizja      |
|                                                       |       | 8  | George Russell      | ART Grand Prix                  | 5    | +37 okr.      | wypadek      |
|                                                       |       | 14 | Luca Ghiotto        | Campos Vexatec Racing           | 0    | +42 okr.      | kolizja      |
| Nie wystartowali / niedopuszczeni do ponownego startu |       |    |                     |                                 |      |               |              |
|                                                       |       | 18 | Sérgio Sette Câmara | Carlin                          | 0    |               | kontuzja     |
| P                                                     | + / – | Nr | Kierowca            | Konstruktor                     | Okr. | Czas / Strata | Komentarz    |

#### Najszybsze okrążenie
| Nr | Kierowca           | Konstruktor | Czas     | Okr. |
| -- | ------------------ | ----------- | -------- | ---- |
| 11 | Maximilian Günther | BWT Arden   | 1:22,472 | 38   |

#### Premia za najszybsze okrążenie w TOP 10
| Nr | Kierowca         | Konstruktor  | Czas     | Okr. |
| -- | ---------------- | ------------ | -------- | ---- |
| 1  | Artiom Markiełow | Russian Time | 1:22,990 | 38   |

### Sprint

#### Wyścig
Źródło: motorsport.com
| P                                                     | + / –     | Nr | Kierowca            | Konstruktor                     | Okr. | Czas / Strata | Komentarz   |
| ----------------------------------------------------- | --------- | -- | ------------------- | ------------------------------- | ---- | ------------- | ----------- |
| 1                                                     | Bez zmian | 21 | Antonio Fuoco       | Charouz Racing System           | 30   | 48:44,373     | [ a ]       |
| 2                                                     | 3         | 20 | Louis Delétraz      | Charouz Racing System           | 30   | +0:02,069     |             |
| 3                                                     | Bez zmian | 19 | Lando Norris        | Carlin                          | 30   | +0:02,272     | [ b ]       |
| 4                                                     | 4         | 1  | Artiom Markiełow    | Russian Time                    | 30   | +0:04,091     |             |
| 5                                                     | 1         | 16 | Arjun Maini         | Trident                         | 30   | +0:07,449     |             |
| 6                                                     | 5         | 11 | Maximilian Günther  | BWT Arden                       | 30   | +0:07,955     |             |
| 7                                                     | 1         | 9  | Roberto Merhi       | MP Motorsport                   | 30   | +0:11,099     | [ c ]       |
| 8                                                     | 1         | 6  | Nicholas Latifi     | DAMS                            | 30   | +0:12,242     |             |
| 9                                                     | 7         | 4  | Nyck de Vries       | Petramina Prema Theodore Racing | 29   | +1 okr.       |             |
| 10                                                    | 9         | 14 | Luca Ghiotto        | Campos Vexatec Racing           | 29   | +1 okr.       |             |
| 11                                                    | 1         | 12 | Nirei Fukuzumi      | BWT Arden                       | 27   | +3 okr.       | wypadek     |
| 12                                                    | 1         | 17 | Santino Ferrucci    | Trident                         | 27   | +3 okr.       | wypadek,    |
| Niesklasyfikowani                                     |           |    |                     |                                 |      |               |             |
|                                                       |           | 15 | Roy Nissany         | Campos Vexatec Racing           | 25   | +5 okr.       | kolizja     |
|                                                       |           | 5  | Alexander Albon     | DAMS                            | 25   | +5 okr.       | kolizja,    |
|                                                       |           | 10 | Ralph Boschung      | MP Motorsport                   | 20   | +10 okr.      | silnik      |
|                                                       |           | 8  | George Russell      | ART Grand Prix                  | 18   | +12 okr.      | wypadek     |
|                                                       |           | 3  | Sean Gelael         | Petramina Prema Theodore Racing | 3    | +27 okr.      | wypadek     |
|                                                       |           | 2  | Tadasuke Makino     | Russian Time                    | 2    | +28 okr.      | zawieszenie |
|                                                       |           | 7  | Jack Aitken         | ART Grand Prix                  | 1    | +29 okr.      | silnik      |
| Nie wystartowali / niedopuszczeni do ponownego startu |           |    |                     |                                 |      |               |             |
|                                                       |           | 18 | Sérgio Sette Câmara | Carlin                          | 0    |               | kontuzja    |
| P                                                     | + / –     | Nr | Kierowca            | Konstruktor                     | Okr. | Czas / Strata | Komentarz   |

Uwagi
1. ↑  Do czasu Antonio Fuoco dodano 0,8 sekundy za wykroczenie podczas wirtualnego samochodu bezpieczeństwa.
2. ↑  Do czasu Lando Norrisa dodani 1,1 sekundy za wykroczenie podczas wirtualnego samochodu bezpieczeństwa.
3. ↑  Roberto Merhi został ukarany 5-sekundową karą czasową za wyprzedzanie Arjuna Mainiego podczas samochodu bezpieczeństwa.
4. ↑  Santino Ferrucci został ukarany 10-sekundową karą czasową za niedostosowanie się do instrukcji dyrektora wyścigu.
5. ↑  Alexander Albon został ukarany cofnięciem o pięć pozycji na starcie za kolizję z Nyckiem de Vriesem podczas wyścigu głównego.

#### Najszybsze okrążenie
| Nr | Kierowca        | Konstruktor | Czas     | Okr. |
| -- | --------------- | ----------- | -------- | ---- |
| 6  | Nicholas Latifi | DAMS        | 1:22,906 | 23   |

## Klasyfikacja po zakończeniu rundy

### Kierowcy
| P  | +/− | Kierowca            | Starty | Punkty | P1 | P2 | P3 | PP | NO | NS |
| -- | --- | ------------------- | ------ | ------ | -- | -- | -- | -- | -- | -- |
| 1  | 0   | Lando Norris        | 8      | 98     | 1  | –  | 3  | 1  | 1  | –  |
| 2  | +5  | Artiom Markiełow    | 8      | 71     | 2  | –  | 1  | –  | 2  | 2  |
| 3  | −1  | Alexander Albon     | 8      | 71     | 1  | 1  | –  | 3  | –  | 2  |
| 4  | −1  | George Russell      | 8      | 62     | 2  | –  | –  | –  | 2  | 2  |
| 5  | +1  | Jack Aitken         | 8      | 49     | 1  | 1  | –  | –  | –  | 1  |
| 6  | −2  | Nyck de Vries       | 8      | 46     | –  | 2  | –  | –  | 1  | 3  |
| 7  | −2  | Sérgio Sette Câmara | 6      | 46     | –  | 1  | 1  | –  | –  | 2  |
| 8  | +2  | Antonio Fuoco       | 7      | 39     | 1  | –  | 1  | –  | 1  | –  |
| 9  | +3  | Sean Gelael         | 8      | 29     | –  | 1  | –  | –  | –  | 3  |
| 10 | −1  | Nicholas Latifi     | 8      | 26     | –  | –  | 1  | –  | 1  | –  |
| 11 | +8  | Louis Delétraz      | 8      | 24     | –  | 1  | –  | –  | –  | 2  |
| 12 | +3  | Roberto Merhi       | 7      | 23     | –  | –  | 1  | –  | –  | 1  |
| 13 | −5  | Luca Ghiotto        | 8      | 22     | –  | –  | –  | –  | –  | 2  |
| 14 | 0   | Arjun Maini         | 8      | 22     | –  | –  | –  | –  | –  | 2  |
| 15 | −4  | Maximilian Günther  | 8      | 20     | –  | 1  | –  | –  | –  | 2  |
| 16 | −3  | Ralph Boschung      | 8      | 10     | –  | –  | –  | –  | –  | 4  |
| 17 | −1  | Santino Ferrucci    | 7      | 4      | –  | –  | –  | –  | –  | –  |
| 18 | −1  | Tadasuke Makino     | 8      | 4      | –  | –  | –  | –  | –  | 2  |
| 19 | −1  | Nirei Fukuzumi      | 8      | 2      | –  | –  | –  | –  | –  | 1  |
| 20 | 0   | Roy Nissany         | 8      | 0      | –  | –  | –  | –  | –  | 3  |
| P  | +/− | Kierowca            | Starty | Punkty | P1 | P2 | P3 | PP | NO | NS |

### Zespoły
| P  | +/− | Konstruktor                     | Starty | Punkty | P1 | P2 | P3 | PP | NO | NS |
| -- | --- | ------------------------------- | ------ | ------ | -- | -- | -- | -- | -- | -- |
| 1  | 0   | Carlin                          | 14     | 144    | 1  | 1  | 4  | 1  | 1  | 2  |
| 2  | 0   | ART Grand Prix                  | 16     | 111    | 3  | 1  | –  | –  | 2  | 3  |
| 3  | 0   | DAMS                            | 16     | 97     | 1  | 1  | 1  | 3  | 1  | 2  |
| 4  | +1  | Russian Time                    | 16     | 75     | 2  | –  | 1  | –  | 2  | 4  |
| 5  | −1  | Petramina Prema Theodore Racing | 16     | 75     | –  | 3  | –  | –  | 1  | 6  |
| 6  | +1  | Charouz Racing System           | 15     | 63     | 1  | 1  | 1  | –  | 1  | 2  |
| 7  | +2  | MP Motorsport                   | 15     | 33     | –  | –  | 1  | –  | –  | 5  |
| 8  | +2  | Trident                         | 15     | 26     | –  | –  | –  | –  | –  | 2  |
| 9  | −3  | Campos Vexatec Racing           | 16     | 22     | –  | –  | –  | –  | –  | 5  |
| 10 | −2  | BWT Arden                       | 16     | 22     | –  | 1  | –  | –  | –  | 3  |
| P  | +/− | Konstruktor                     | Starty | Punkty | P1 | P2 | P3 | PP | NO | NS |